# Orçay
Orçay é uma comuna francesa na região administrativa do Centro, no departamento Loir-et-Cher. Estende-se por uma área de 18,5 km². Em 2010 a comuna tinha 239 habitantes (densidade: 12,9 hab./km²).